# Manjutaquim

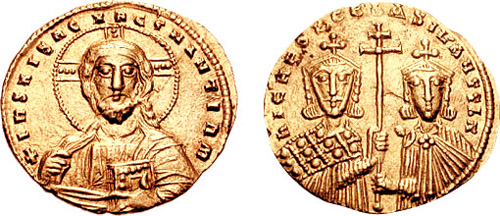
Histameno de r. e r.

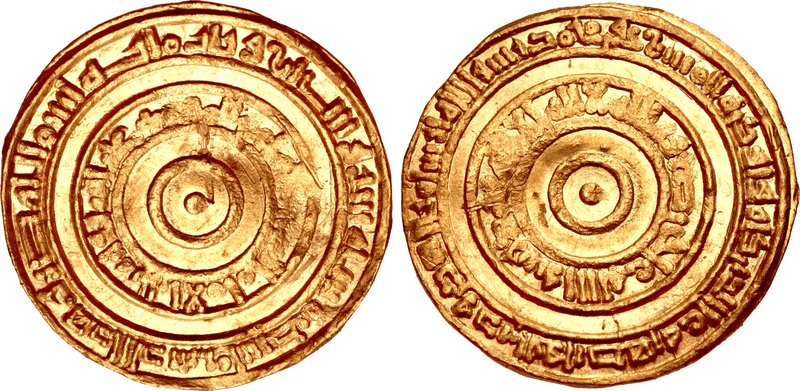
Dinar de ouro de Alaziz r.

Manjutaquim (em turco: Mencu Tekin; 1007) foi um escravo militar (gulam) do califa fatímida Alaziz (r. 975–996). De origem turca, tornou-se um dos principais generais fatímidas de Alaziz, lutando contra os hamadânidas e o Império Bizantino na Síria. Ele rebelou-se contra a preponderância dos berberes nos primeiros anos de Aláqueme (r. 996–1021), mas foi derrotado e morto em cativeiro.

## Biografia
Manjutaquim foi um dos mais proeminentes soldados-escravos turcos (gulans) que foram introduzidos na corte fatímida de Alaziz e seu predecessor Almuiz (r. 953–975), ao mesmo tempo que serviu como contrabalanço do exército sobretudo berbere (principalmente da tribo cotama). Em 991, após a morte do vizir Iacube ibne Quilis, que tinha dominado as políticas fatímidas durante sua vida, Alaziz escolheu prosseguir uma postura mais agressiva na Síria, e nomeou Manjutaquim como governador de Damasco. Encorajado por deserções ocorridas após a morte do emir hamadânida Sade Adaulá (r. 967–991), Alaziz decidiu atacar novamente o Emirado de Alepo, e confiou a campanha a Manjutaquim. O general fatímida invadiu o emirado, derrotou em junho de 992 uma força bizantina sob o duque de Antioquia Miguel Burtzes e sitiou Alepo. Contudo, falhou em prosseguir o cerco com vigor e a cidade facilmente foi capaz de resistir até, na primavera de 993, após 13 meses de campanha, Manjutaquim ser forçado a retornar para Damasco devido a falta de suprimentos.
Na primavera de 994, Manjutaquim lançou outra invasão, novamente derrotando Burtzes em setembro na batalha do Orontes, tomou Emesa, Apameia e Xaizar e novamente sitiou Alepo. O bloqueio desta vez foi mais efetivo e logo causou uma severa carência de alimentos, porém os defensores da cidade mantiveram-se firmes sob a orientação do determinado regente Lulu, o Velho, até a súbita chegada do imperador bizantino Basílio II Bulgaróctono (r. 976–1025) em abril de 995. Basílio, que havia realizado campanha na Bulgária, respondeu o apelo de ajuda hamadânida, e cruzou a Anatólia em apenas 16 dias como chefe de um exército; sua chegada súbita e o exagerado número de soldados circulando por seu exército causou pânico no exército fatímida, e especialmente em Manjutaquim que, não esperando qualquer ameaça, ordenou que seus cavaleiros dispersassem os cavalos no entorno da cidade para pastarem. Apesar de ter um exército consideravelmente maior e bem descansado, Manjutaquim estava assim em desvantagem. Ele incendiou seu campo e retirou-se para Damasco sem lutar. Os bizantinos sitiaram Trípoli sem-sucesso e ocuparam Tartus. O próprio Alaziz preparou-se para tomar o campo contra os bizantinos, mas ele morreu em 14 de outubro de 996, antes de começar sua campanha.

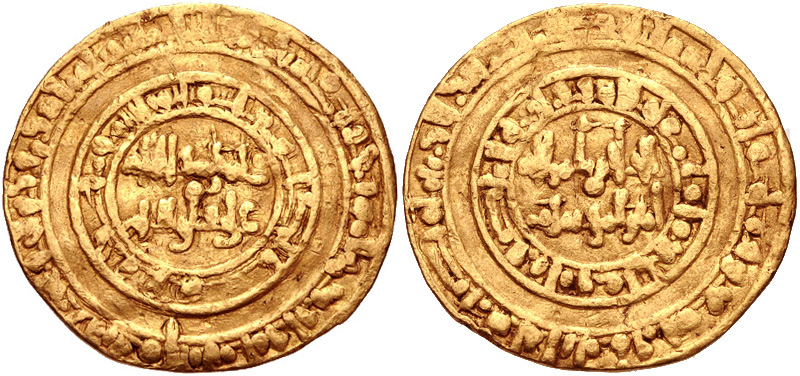
Dinar de Aláqueme r.

Após a morte de Alaziz, seu jovem filho Aláqueme (r. 996–1021) sucedeu-o no trono, com o eunuco Barjauã sendo nomeado como regente por Alaziz em seu leito de morte. Os cotamas, contudo, usaram a oportunidade para instalar seu líder, Haçane Abenamar, como primeiro ministro, e efetivamente tomaram controle do governo central. Isso provocou a reação da facção turca, liderada por Manjutaquim. Com encorajamento secreto de Barjauã, Manjutaquim liderou seu exército para sul em direção o Egito, enquanto os berberes reuniram-se sob o comando de Solimão ibne Jafar ibne Falá. Os dois exércitos encontraram-se em Ramla ou Ascalão, e a batalha terminou com a derrota de Manjutaquim, que foi levado prisioneiro. Ibne Falá marchou para Damasco, onde assumiu o posto de governador, enquanto Manjutaquim foi bem recebido por Abenamar, que assim esperou - no evento, sem sucesso - reconciliar os turcos com seu regime e uso-os para contrabalançar o ofício califal. Ele foi permitido viver seus últimos anos em aposentadoria no Cairo, onde morreu em 1007.